# شعب مقطار (القفر)

تعديل مصدري - تعديل

شعب مقطار محلة تابعة لقرية بيت الفاطمى، التابعة لعزلة بني سيف السافل بمديرية القفر إحدى مديريات محافظة إب في الجمهورية اليمنية، بلغ تعداد سكانها 56 حسب تعداد اليمن لعام 2004.